# Bimindyla gertschi
Bimindyla gertschi är en mångfotingart som beskrevs av Chamberlin 1952. Bimindyla gertschi ingår i släktet Bimindyla och familjen småjordkrypare. Inga underarter finns listade i Catalogue of Life.